# 하비 (1950년 영화)
《하비》(영어: Harvey)는 1950년 개봉한 미국의 코미디 드라마 영화로, 헨리 코스터가 감독을 맡았다.

## 출연

### 주연
- 제임스 스튜어트
- 조시핀 헐

### 조연
- 페기 도우
- 찰스 드레이크

## 기타
- 원작자: 메리 체이즈
- 미술: 버나드 헤즈브런
- 미술: 나단 주런